# ネリー・ソニエ
ネリー・ソニエ（仏: Nelly Saunier、1964年 - ）はフランスの羽根細工職人。フランスにおける人間国宝のメートル・ダールに選ばれた。

## 略歴
自然に囲まれて育つ。14歳の時に羽根細工を知り、天職になると確信する。オリヴィエ・ド・セール学院（国立応用芸術工芸高等学院）卒業。2008年、メートル・ダール認定。ファッションやジュエリーの世界で活躍する。生け花の師匠・珠寶と植物学者、西畠清順との出会いから影響を受ける。2015年には京都に滞在して日本のアーティストとコラボレーションした。ゴルチェ、シャネル、ニナ・リッチ、ジバンシィとも関わる。フランス人間国宝展での作品は花びらや金魚を羽毛で表現している。ジュネーブ・ウォッチメイキング・グランプリ2022にコラボした時計がノミネートされた。